# Povijest Libije
Povijest Libije uključuje splet mnogih etničkih skupina pridodanih autohtonim berberskim plemenima. Veći dio svoje povijesti, Libija je bila predmetom različitih stupnjeva vanjske kontrole, iz Europe, Azije i Afrike. Moderna povijest neovisne Libije započela je 1951. godine.
Povijest Libije sastoji se od pet različitih razdoblja: drevna Libija, grčko-rimsko doba, islamsko doba, talijanska vladavina i moderno doba.

## Drevna Libija
Arheološki dokazi pokazuju da su obalnu ravnicu naseljavali neolitski narodi već 8000. pr. Kr. Ovi su narodi možda bili privučeni klimom koja je omogućila razvoj njihove kulture. Živjeli su od pripitomljavanja stoke i uzgoja usjeva. Smatra se da su se afroazijski preci berberskog naroda proširili na to područje u kasnom brončanom dobu. Najranije poznato ime takvog plemena je Garamanti sa sjedištem u Germi. Garamanti su bili saharski narod berberskog podrijetla koji je koristio složen podzemni sustav navodnjavanja.
Feničani su bili prvi koji su uspostavili trgovačka mjesta u Libiji, kada su trgovci iz Tira (u današnjem Libanonu) razvili trgovinske odnose s berberskim plemenima i sklopili ugovore s njima kako bi osigurali njihovu suradnju u iskorištavanju sirovina. Do 5. stoljeća prije Krista, najveća fenička kolonija, Kartaga, proširila je svoju hegemoniju većim dijelom Sjeverne Afrike, gdje je nastala osebujna civilizacija, poznata kao punska. Punska naselja na libijskoj obali uključuju: Oea (kasnije Tripoli), Libdah (kasnije Leptis Magna) i Sabratu. Ti su se gradovi nalazili u području koje je kasnije nazvano Tripolis ili "Tri grada", po čemu je moderna prijestolnica Libije, Tripoli, dobila ime.

## Grčko-rimsko doba
Godine 630. pr. Kr., stari Grci kolonizirali su istočnu Libiju i osnovali grad Cirenu. Unutar 200 godina osnovana su još četiri važna grčka grada u području koje je postalo poznato kao Cirenaika: Barka (kasnije Marj); Euhesperida (kasnije Berenika, današnji Bengazi); Taucheira (kasnije Arsinoe, današnja Tokra); Balagrae (kasnije Baida i Beda Littoria pod talijanskom okupacijom, današnja El Baida); i Apollonia (kasnije Susa), luka Cirene. Zajedno s Cirenom bili su poznati kao Pentapolis (Pet gradova). Cirena je postala jedno od najvećih intelektualnih i umjetničkih središta grčkog svijeta, bila je poznata i po svojoj medicinskoj školi, učenim akademijama i arhitekturi. Grci Pentapolisa odolijevali su napadima starih Egipćana s Istoka, kao i Kartažana sa Zapada.
Stari Grci vladali su istočnim dijelovima zemlje u vrijeme kada su emigranti s otoka Thera, po nalogu proročišta u Delfima, napustili otok tražeći novi dom u sjevernoj Africi. Tijekom 631. godine osnovali su grad Cirenu, a u sljedećih dvjesto godina osnovana su još četiri grada. Rimljani su uspjeli ujediniti regije Tripolitanije i Cirene, te su u sljedećih 400 godina ta područja postala rimske provincije. Danas je od starogrčke i rimske kulture u zemlji sačuvano vrlo malo, ako se izuzmu: Leptis Magna, Cyrene i Sabrafa. 

## Islamsko doba
Tijekom 7. stoljeća, rimskim kolonijama vladali su Arapi, tijekom njihovog osvajanja Sjeverne Afrike, uglavnom 644. godine od strane Uqbe ibn Nafija. Nakon osvajanja sjevernog dijela kontinenta na ovim prostorima formiran je Umajadski kalifat. Nakon 750 godina Omejide su okupirali Abasidi. 
U narednim stoljećima veliki broj starosjedilačkih naroda prihvatio je islam, kao i arapski jezik i kulturu. Istočni dio zemlje bio je pod jakim utjecajem više islamiziranog Egipta. Turci Osmanlije osvojili su zemlju sredinom 16. stoljeća, a tri pokrajine postale su dio feuda carstva, s izuzetkom dijela zemlje kojim je vladala dinastija Karamanli (1711.-1835.), koja je vladala s velikom autonomijom. Otomanska Tripolitanija bila je obalna regija u Osmanskom Carstvu u razdoblju od 1551. do 1911. godine. Od 1864. kotar je pretvoren u vilajet. Osim Tripolitanije, Barsa je također bila dio provincije.

## Talijanska vladavina
Od 1912. do 1927., područje Libije bilo je poznato kao Talijanska Sjeverna Afrika. Od 1927. do 1934. teritorij je bio podjeljen na dvije kolonije: Talijanska Cirenaika i Talijanska Tripolitanija, kojima je na čelu bio talijanski guverner. Prema nekim izvorima, tijekom talijanske kolonijalne ere između 20%-50% stanovništva zemlje umrlo je u borbi za neovisnost, uglavnom u zarobljeničkim logorima. Oko 150,000 Talijana naselilo se u Libiji, čineći oko petinu ukupnog stanovništva. Godine 1934. Italija je prihvatila naziv Libija, koji su prije koristili stari Grci za teritorij sjeverne Afrike, isključujući Egipat. Nakon početka Drugog svjetskog rata, u razdoblju od 1943. do 1945. godine, Tripolitanija i Cirena bile su pod vlašću Velike Britanije, dok je Francuska upravljala Fezzanom. Godine 1944. kralj Idris I. vratio se u zemlju iz progonstva u Kairu. Bio je vođa ustanka protiv talijanske okupacije u razdoblju između dva svjetska rata, ali je nakon dolaska odbio kontrolirati državu pod takvim uvjetima.

## Moderno doba
Godine 1947. Italija se odrekla svih prava i cijelog teritorija Libije. Dana, 21. studenoga 1949. Opća skupština UN-a donijela je odluku prema kojoj bi zemlja u narednim godinama trebala postati neovisna država. Tako je država proglasila svoju neovisnost 24. prosinca 1951. godine, kao prva država koja se osamostalila putem UN-a i jedna od prvih bivših europskih kolonija koja je stekla neovisnost. Libija je proglašena ustavnom monarhijom na čelu s kraljem Idrisom I.
Otkriće značajnih rezervi nafte 1959. pomoglo je transformirati zemlju iz siromašne u jednu od najbogatijih u Sjevernoj Africi i u svijetu. No unatoč činjenici da je zemlja bila gospodarski stabilna, zbog koncentracije nacionalnog blaga pod kraljevom kapom, nastalo je nezadovoljstvo. Dana, 1. rujna 1969. mala skupina časnika predvođena dvadesetogodišnjim časnikom Muammarom al-Gaddafijem udarila je na kralja. U to vrijeme Idris I. bio je u Turskoj na liječenju. Sayyid Hasan al-Rida vladao je u njegovo ime. Uhvatili su ga revolucionari i stavili u kućni pritvor. U međuvremenu su revolucionari ukinuli monarhiju, proglasivši zemlju novom Libijskom Arapskom Republikom. Gaddafi je postao "bratski vođa i vođa revolucije".
Dana, 2. ožujka 1977. na snagu je stupio zakon koji je Libiju pretvorio u socijalističku arapsku republiku. Uvedena je nova nacionalna zastava i grb (jedina jednobojna zastava na svijetu, zelene boje; po nazivu „zelene revolucije“). Gaddafi se povukao s državničke pozicije, iako je ostao de facto vođa države. U daljnjem razdoblju, pogoršali su se odnosi Libije i SAD-a, zbog libijske potpore protuizraelskim terorističkim skupinama. Nakon terorističkog napada na berlinsku diskoteku u travnju 1986., američke su vojno-zračne snage bombardirale Tripoli i Bengazi. Pri tome je navodno poginula Gaddafijeva pokćerka Hana. Dana, 21. prosinca 1988. dogodio se bombaški napad na civilni zrakoplov Boeing 747-121 američke zrakoplovne kompanije „Pan American World Airways” (let 103). Zrakoplov je imao rutu London-New York, a napad se dogodio iznad Škotske. Škotsko pravosuđe utvrdilo je, kako je za bombaški napad odgovorna državna libijska teroristička organizacija. Kod eksplozije aviona, poginulo je svih 259 putnika, zrakoplov je kompletno uništen i na tlu je zbog pada poginulo još 11 stanovnika u Škotskoj. Ukupno od navedenih žrtava njih su 189 bili državljani SAD-a, zbog čega se napad i smatrao napadom na SAD. Sve do 11. rujna 2001., taj je bombaški napad bio na glasu kao najgori teroristički napad na SAD-e po broju žrtava. Libija nikada nije priznala napade u državno ime, ali je platila odštetu u visini 2,46 milijarda američkih dolara žrtvama napada. 
Rat u Libiji 2011. počeo je nakon što su se protuvladini prosvjedi pretvorili u oružanu pobunu, a potom i u građanski rat između vladinih i pobunjeničkih snaga. Nakon nekoliko tjedana sukoba, Vijeće sigurnosti Ujedinjenih naroda odobrilo je uspostavu zone zabrane leta iznad Libije 17. ožujka 2011. što je dovelo do višemjesečnih zračnih napada u ovoj zemlji, prvo predvođenih od strane nekoliko zapadnih zemalja, a zatim od strane NATO-a. Unatoč relativno neutralnom tonu rezolucije, udari su bili usmjereni isključivo protiv snaga pod Gaddafijevim zapovjedništvom. Dana, 20. kolovoza pobunjenici pokreću ofenzivu koja završava zauzimanjem Tripolija. U sljedeća dva mjeseca, Gaddafijeve snage pružile su otpor iz samo nekoliko enklava, sa sjedištem u Sirtu, 20. listopada uslijedila je nova ofenziva koja je dovela do pada grada, te uhićenja i smrti višedesetljetnog libijskog vođe Gaddafija, njegovog sina Mutassima, kao i nekolicine ljudi iz njegovog okruženja. U godinama nakon Gaddafija, stanovnici Libije su u posvemašnjem kaosu, zbog svakodnevnog života ispunjenog nestancima struje i borbama protivničkih skupina za kontrolu nad duboko podijeljenom zemljom bogatom naftom.